# アマゾンマナティー
アマゾンマナティー（Trichechus inunguis）は、カイギュウ目マナティー科マナティー属に分類される哺乳類。

## 分布
エクアドル、ガイアナ、コロンビア、ブラジル、ペルーのアマゾン川、エセキボ川水系
模式標本の産地（模式産地）はブラジルのマデイラ川。鮮新世にアンデス山脈が形成された際に隔離・陸封されたと考えられている。

## 形態
最大体長2.8メートル。体重300 - 500キログラム。マナティー科最小種。鼻面はやや前方へ向かうが、口は下方にある。体色は青みがかった灰色。胸部や腹部には不規則に白色斑が入る個体が多い。
前肢には爪がない。出産直後の幼獣は全長約80センチメートル。

## 生態
標高200メートル以下にある淡水域にのみに生息し、水温が25 - 30℃の環境を好む。乾季に水位が低下すると、水量が多い場所へ移動する。数頭からなる小規模な群れを形成する事もあるが、以前は食物が豊富な場所では大規模な群れを形成する事もあった。最長で14分間の潜水ができる。
食性は植物食で、主に水面に浮かぶ水生植物を食べるが、水辺にある陸生植物を食べる事もある。飼育下では1日あたり9 - 15キログラムの植物を食べる。乾季の11 - 12月に食物が不足すると体内に貯めた脂肪を燃焼させて飢えを凌ぐが、旱魃が激しい時は餓死することもある。
繁殖形態は胎生。妊娠期間は約1年。主に2 - 5月に1回に1頭の幼獣を産む。授乳期間は1年以内。

## 人間との関係
生息地では食用とされる事もある。皮は革製品や、脂肪も含めて薬用に利用される。骨はお守りになると信じられている。水流を妨げる水生植物を除去するために、水路やダムに放流される事もある。
森林伐採や農地開発による生息地の破壊、油田採掘や水銀・農薬などによる水質汚染、食用の狩猟、漁業による混獲などにより生息数は減少している。捕獲や流通の禁止などの対策が進められている。

## 画像

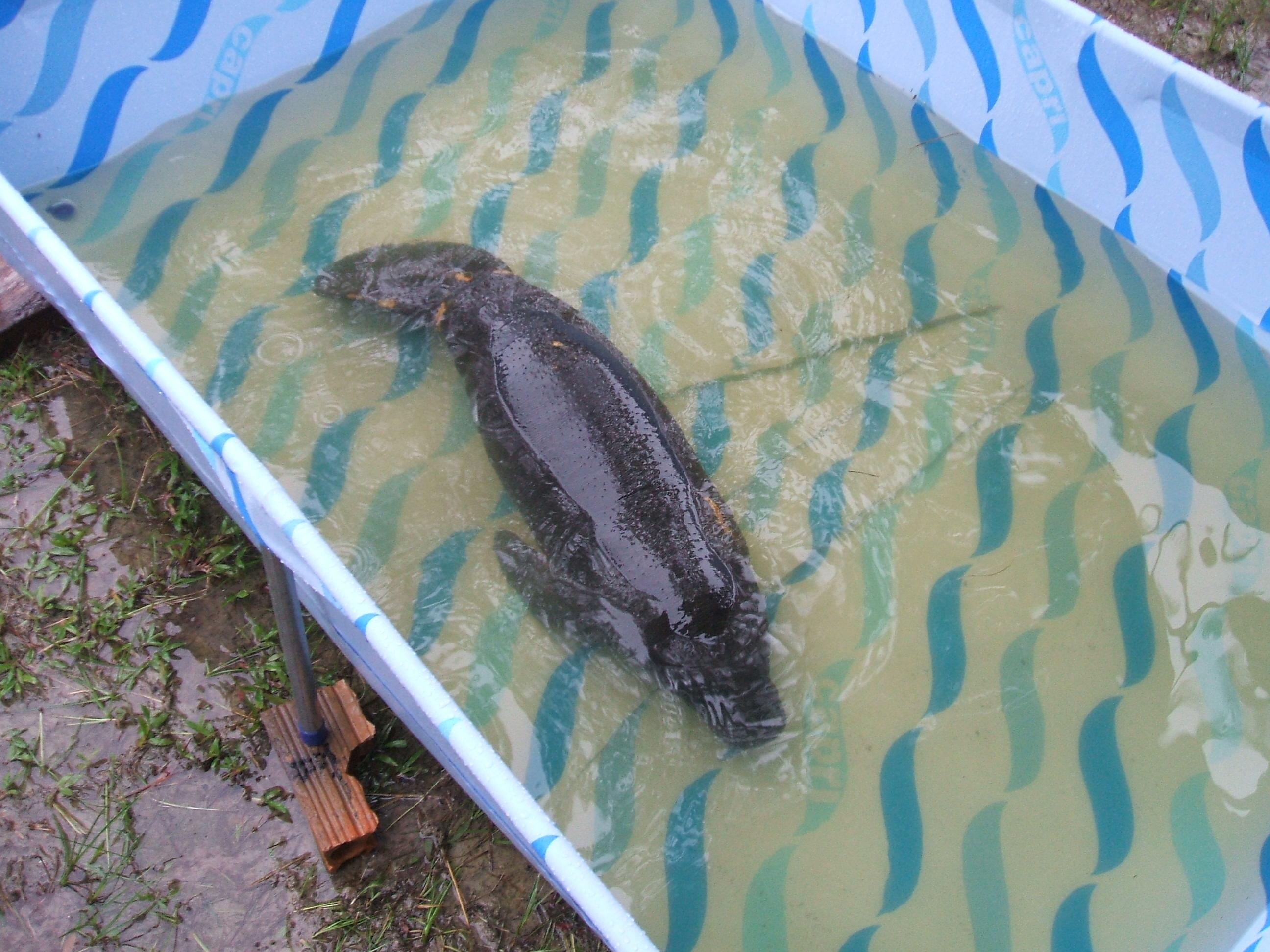
幼獣